# London Town (film 2016)
London Town è un film del 2016 diretto da Derrick Borte.

## Promozione
Il primo trailer del film viene diffuso il 14 settembre 2016.

## Distribuzione
Il film è stato presentato al Los Angeles Film Festival il 3 giugno 2016, e distribuito nelle sale cinematografiche statunitensi a partire dal 7 ottobre dello stesso anno.

## Riconoscimenti
- 2016 - Los Angeles Film Festival
  - Candidatura per il miglior film